# Manevyči
Manevyči (ukrajinsky Маневичі, rusky Маневичи – Maněviči, polsky Maniewicze, německy Manewytschi, v jidiš מנייביץ‎) je městys (ukrajinsky selyšče) ve Volyňské oblasti na Ukrajině. K roku 2020 mělo bezmála dvanáct tisíc obyvatel.

## Poloha a doprava
Manevyči leží ve východní části Volyňské oblasti. Nejbližší města jsou Varaš (v sousední Rovenské oblasti) přibližně třicet kilometrů východně a Kovel přibližně šedesát kilometrů západně.
V obci je nádraží na trati z Kovelu do Kyjeva. Přibližně sedm kilometrů jižně od obce u vsi Okonsk vede dálnice M 07, po které je zde vedena Evropská silnice E 373 z polského Lublinu přes Chełm a Kovel do Kyjeva. 

## Dějiny
Obec zde vznikla v roce 1892 při stavbě železniční trati. Jméno převzala od severněji ležící obce, která byla v roce 1964 přejmenována na Prylisne.
Koncem meziválečného období bylo obyvatelstvo přibližně z poloviny židovské a ze třetiny polské. Během druhé světové války bylo ovšem po sovětské invazi do Polska v letech 1939–1941 polské obyvatelstvo z velké části deportováno a následně během nadvlády nacistického Německa téměř veškeré židovské obyvatelstvo zavražděno.

## Partnerská města
- Zgierz, Polsko
- Varaš, Ukrajina
- Kupiškis, Litva